# Parafia św. Michała Archanioła w Dwerniku
Parafia św. Michała Archanioła w Dwerniku – rzymskokatolicka parafia znajdująca się w archidiecezji przemyskiej, w dekanacie Lutowiska.

## Historia
Pierwsza wzmianka o Dwerniku pojawiła się w 1533 roku. W 1979 roku do Dwernika przeniesiono dawną cerkiew z Lutowisk, w której urządzono kościół. W 1981 roku dekretem bpa Ignacego Tokarczuka została erygowana parafia z wydzielonego terytorium parafii Lutowiska. 30 sierpnia 1981 roku kościół został poświęcony przez bpa Ignacego Tokarczuka pw. św. Michała Archanioła i Matki Bożej Królowej Aniołów.
Proboszczowie parafii:
1982–?. ks. Jan Kaplita.
2004–2017. ks. Zenon Bieszczad.
2017–?. ks. Tadeusz Rząsa.
?– nadal ks. Marek Bacior.

## Zasięg parafii
Do parafii należy 458 wiernych z miejscowości: Dwernik – 88, Brzegi Górne – 3, Caryńskie – 2, Chmiel – 142, Hulskie – 1, Krzywe – 2, Nasiczne – 30, Połonina Wetlińska – 1, Suche Rzeki – 1, Schronisko nad Rawką – 4, Zatwarnica – 182, Otryt-Chata Socjologa – 2).

## Kościoły filialne
- Chmiel – kościół filialny pw. św. Mikołaja.
- Zatwarnica – kościół filialny pw. Dobrego Pasterza.

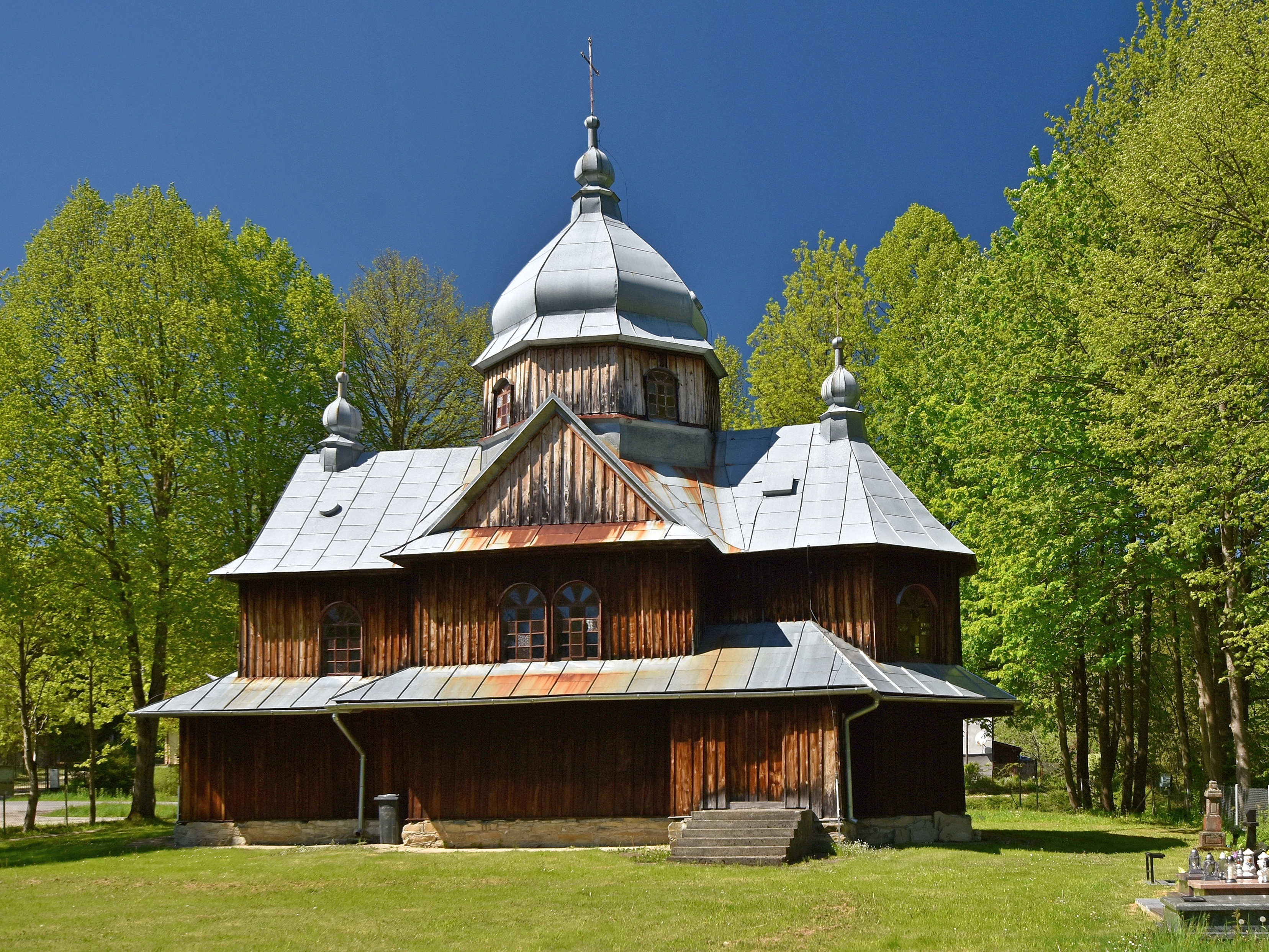
Kościół filialny w Chmielu
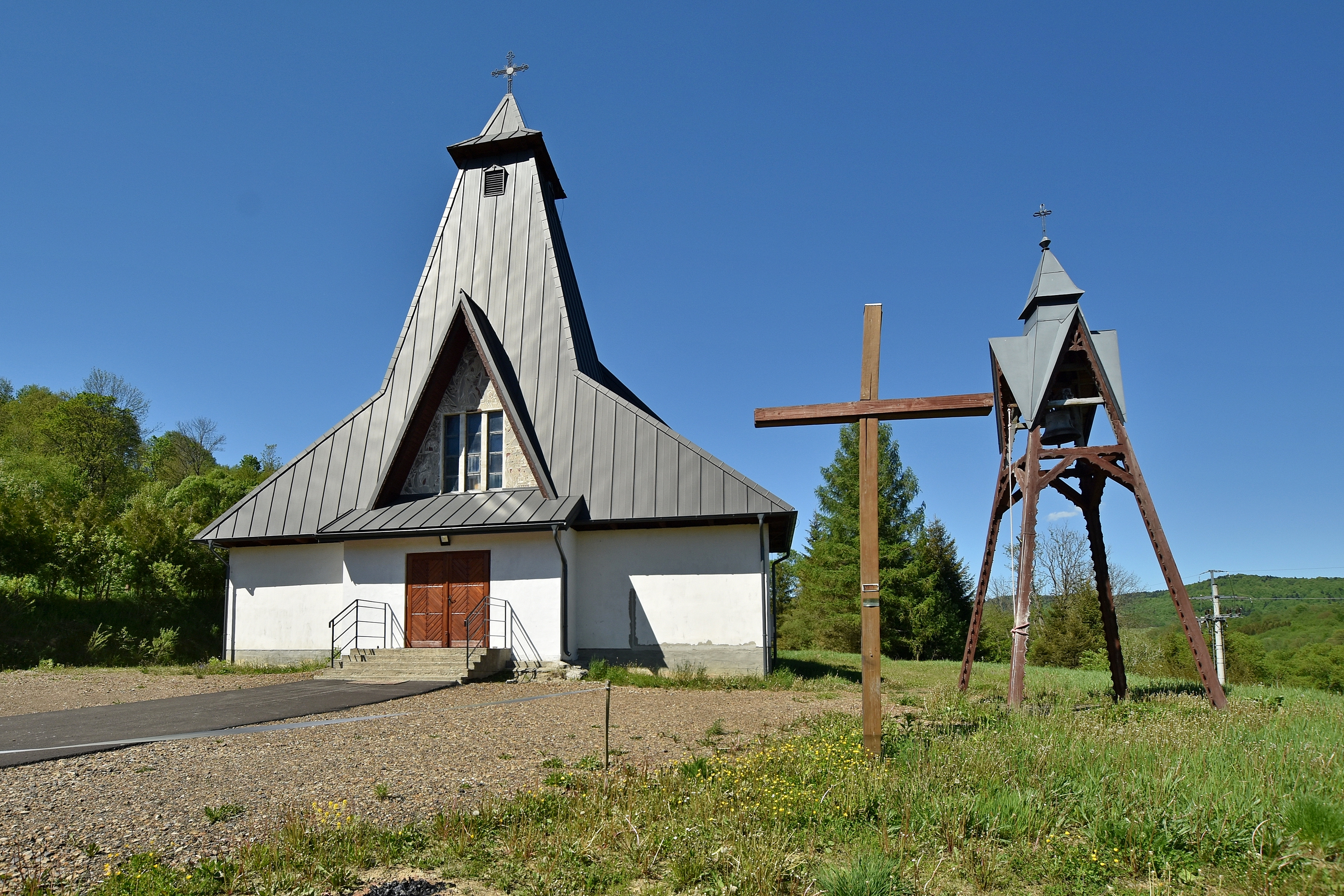
Kościół filialny w Zatwarnicy